# FK Ribnica Konik
Fudbalski Klub Ribnica Konik Podgorica (Фудбалски Клуб Рибница Коник Подгорица) – czarnogórski klub piłkarski z siedzibą w stolicy Czarnogóry – Podgoricy, z dzielnicy Konik. Został utworzony w 1974 roku. Obecnie występuje w Trećej lidze Czarnogóry. Największym rywalem drużyny był klub FK Grafičar Podgorica.
W czasach Jugosławii w sezonie 1991/92 "Ribnica Konik" Podgorica występował w Inter-Republic League FSR Јugoslavije - West (jest to jedyny sezon w historii klubu, gdy drużyna występowała w federalnych rozgrywkach Jugosławii) oraz przez 19 sezonów, w latach 1984/85 - 1990/91 i 1992/93 - 2003/04 klub występował w rozgrywkach Crnogorskiej ligi (Trećej ligi FSR Јugoslavije).

## Stadion
Klub rozgrywa swoje mecze domowe na stadionie Stadion na Koniku w Podgoricy, który może pomieścić 750 widzów.

## Sezony
| Sezon                          | Liga                                                     | Poziom | Miejsce |
| Federalna Republika Jugosławii |                                                          |        |         |
| 1999/00                        | Crnogorska liga                                          | III    | 9       |
| 2000/01                        | Crnogorska liga                                          | III    | 3       |
| 2001/02                        | Crnogorska liga                                          | III    | 14      |
| 2002/03                        | Crnogorska liga                                          | III    | 9       |
| Serbia i Czarnogóra            |                                                          |        |         |
| 2003/04                        | Crnogorska liga                                          | III    | 14      |
| 2004/05                        | Treća crnogorska liga – Srednja regija (grupa centralna) | IV     | ?       |
| 2005/06                        | Treća crnogorska liga – Srednja regija (grupa centralna) | IV     | ?       |
| Czarnogóra                     |                                                          |        |         |
| 2006/07                        | Treća liga – Srednja regija (grupa centralna)            | III    | 3       |
| 2007/08                        | Treća liga – Srednja regija (grupa centralna)            | III    | 1       |
| 2008/09                        | Druga liga                                               | II     | 12      |
| 2009/10                        | Treća liga – Srednja regija (grupa centralna)            | III    | 4       |
| 2010/11                        | Treća liga – Srednja regija (grupa centralna)            | III    | 4       |
| 2011/12                        | Treća liga – Srednja regija (grupa centralna)            | III    | 6       |
| 2012/13                        | Treća liga – Srednja regija (grupa centralna)            | III    | 3       |
| 2013/14                        | Treća liga – Srednja regija (grupa centralna)            | III    | 3       |
| 2014/15                        | brak drużyny seniorów w rozgrywkach ligowych             | -      | -       |
| 2015/16                        | Treća liga – Srednja regija (grupa centralna)            | III    | 6       |
| 2016/17                        | Treća liga – Srednja regija (grupa centralna)            | III    | 4       |
| 2017/18                        | Treća liga – Srednja regija (grupa centralna)            | III    | 3       |
| 2018/19                        | Treća liga – Srednja regija (grupa centralna)            | III    | 8       |
| 2019/20                        | Treća liga – Srednja regija (grupa centralna)            | III    | 9       |
| 2020/21                        | Treća liga – Srednja regija (grupa centralna)            | III    | ?       |

 * W wyniku przeprowadzonego 21 maja 2006 referendum niepodległościowego zadeklarowano zerwanie dotychczas istniejącej federacji Czarnogóry z Serbią (Serbia i Czarnogóra). W związku z tym po sezonie 2005/06 wszystkie czarnogórskie zespoły wystąpiły z lig Serbii i Czarnogóry, a od nowego sezonu 2006/07 Ribnica Konik przystąpiła do rozgrywek Trećej crnogorskiej ligi.

## Sukcesy
- mistrzostwo Trećej crnogorskiej ligi (1): 2008 (awans do Drugiej crnogorskiej ligi, po wygranych barażach).
- mistrzostwo Crnogorskiej regionalnej ligi (IV liga) (1): 1984 (awans do Crnogorskiej ligi).
- wicemistrzostwo Crnogorskiej ligi (IV liga) (1): 1991 (awans do Inter-Republic League - West).